# سویوق‌بلاغ‌لار
سویوق‌بلاغ‌لار (به لاتین: Soyuqbulaqlar) یک منطقه مسکونی در جمهوری آذربایجان است که در شهرستان آغستفا واقع شده است.